# Automatique Electrique de Belgique
Automatique Electrique de Belgique was een Belgisch telecombedrijf met vestigingen in Berchem en in Herentals bij Antwerpen. Het bedrijf ontstond in 1892 onder de naam Ateliers de Téléphone et Electricité Anversoise (ATEA). 
De eerste site van ATEA was in de Boomgaardstraat te Berchem. Het bedrijf kende begin jaren zestig een groei door de opkomst van de elektronica. Er werd toen een moderne fabriek opgericht in het pas geopende industrieterrein in Herentals (1972), met een afzonderlijke afrit op de Boudewijnsnelweg.
De naam Automatique Electrique de Belgique werd gebruikt tussen 1931 en 1939, en verwees naar de Amerikaanse eigenaar Automatic Electric uit Chicago. In de loop der tijden heeft het bedrijf verschillende bedrijfsnamen gehad, doch de merknaam was steeds ATEA.  
In 1986 verkocht de Amerikaanse eigenaar ATEA aan het Duitse Siemens, maar bleef het in eerste instantie een aparte entiteit in België. 
In 1999 werd het bedrijf volledig geïntegreerd  in Siemens. Daardoor verdween de naam ATEA definitief uit het straatbeeld, al bleef er in Herentals een ATEA-laan.
In 2007 ging Siemens een joint venture aan met Nokia om de krachten rond publieke telefonie te bundelen. De locatie van het nieuwe bedrijf Nokia Siemens Networks in België was in Herentals, op de site van het voormalige ATEA. In 2013 verliet Siemens deze joint venture, om publieke telefonie volledig aan Nokia over te laten. 
Nokia nam in 2016 concurrent Alcatel-Lucent over, waardoor in België de vestiging in Herentals verdween. Alle Nokia-activiteit werd geconcentreerd op de site van het voormalige Alcatel-Lucent in Antwerpen.
Er was ook een afdeling van (GTE) Atea (later Siemens Atea) in Colfontaine (provincie Henegouwen). Daar werden onder meer  telefoontoestellen gemaakt. 
ATEA was ook vanaf 1930 een producent  installateur van verkeerslichten. Rond 1980 was het bedrijf marktleider in België voor verkeerssignalisatie, en bezat ongeveer 85 % van de markt Toen ATEA werd overgenomen door Siemens, mocht er geen interne concurrentie zijn met Siemens, en werd deze lijn afgebouwd. 
ATEA was vanaf 1920 tot ongeveer 1970 ook fabrikant van meetinstrumenten (onder meer volt en ampèremeters) maar ook van kilowattuur meters, die door "buur" EBES in groten getale werd afgenomen.  